# Olle Östrand
Per Olov Olle Östrand (i riksdagen kallad Östrand i Söderhamn), född 29 oktober 1929 i Söderhamn, död där 20 oktober 2000, var en svensk mätningsföreståndare och politiker (socialdemokrat).
Östrand avlade realexamen 1946, var byggnadsträarbetare 1945-54, mätnings- och ombudsman hos Svenska Byggnadsarbetareförbundets avdelning 198 i Söderhamn 1954-60, mätningsföreståndare hos Södra Hälsinglands mätningsdistrikt 1960-66 och hos Svenska Byggnadsarbetareförbundets avdelning 27 1966-89. 
Östrand blev ledamot av styrelsen för Stiftelsen Söderhamns stads bostäder/Söderhamnsbostäder 1956 och dess ordförande 1963 samt ledamot av styrelsen för Söderhamns Sparbank 1970. Han var ledamot av styrelsen för Svenska Byggnadsarbetareförbundets avdelning 27 1960-73. Han var ledamot av styrelsen för Söderhamns arbetarekommun och dess ordförande 1969-77. Han var ledamot av Söderhamns stadsfullmäktige/kommunfullmäktige från 1967 och blev dess ordförande 1978. Han var även ledamot av drätselkammaren 1967-70 och av byggnadsnämnden 1964-70.  
Östrand var riksdagsledamot för Gävleborgs läns valkrets 1969-1970 i andra kammaren samt därefter 1973-1991.